# Santa Faz de Alicante

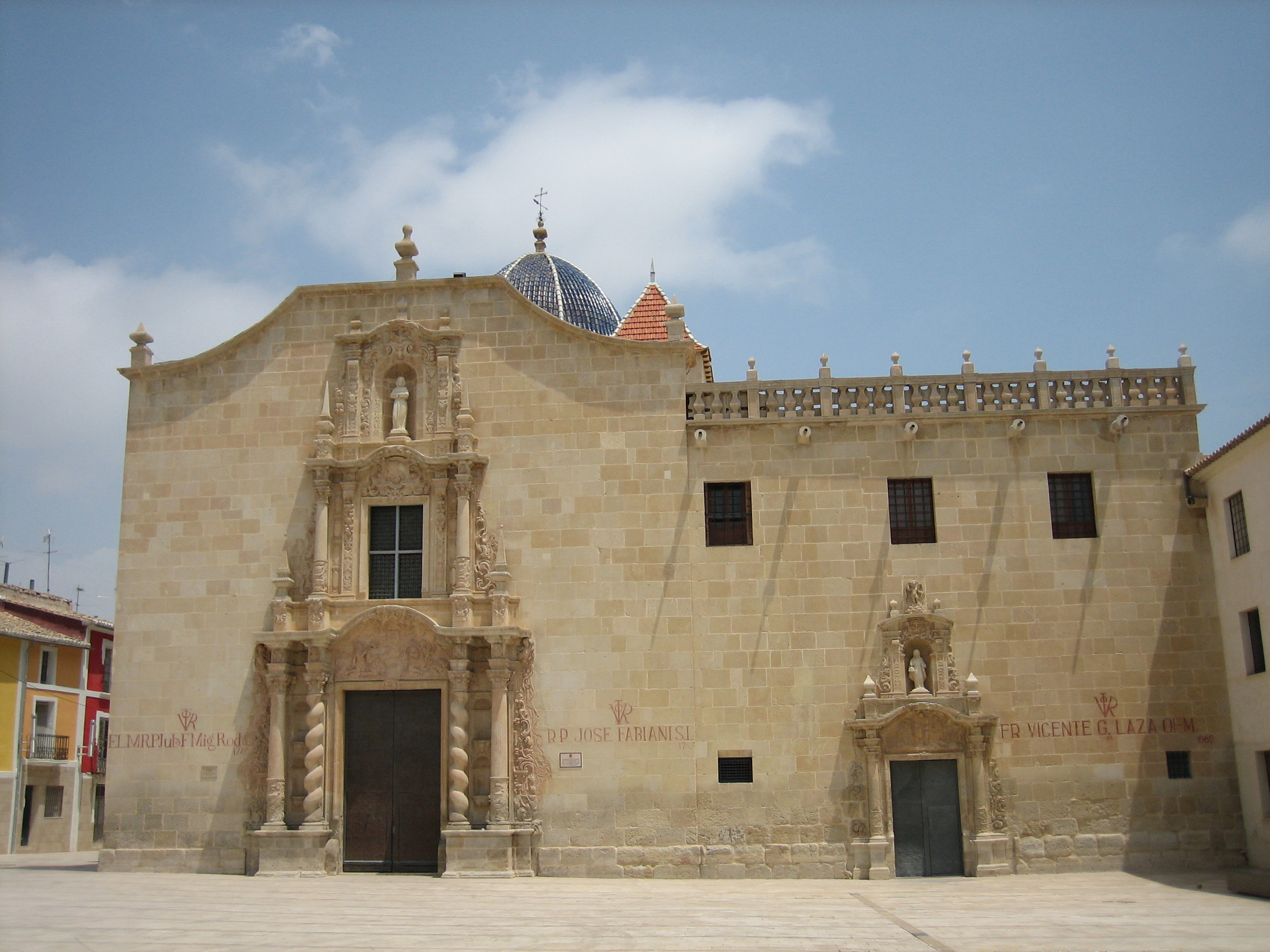
Fachada del monasterio de la Santa Faz, donde se venera la reliquia de la Santa Faz.

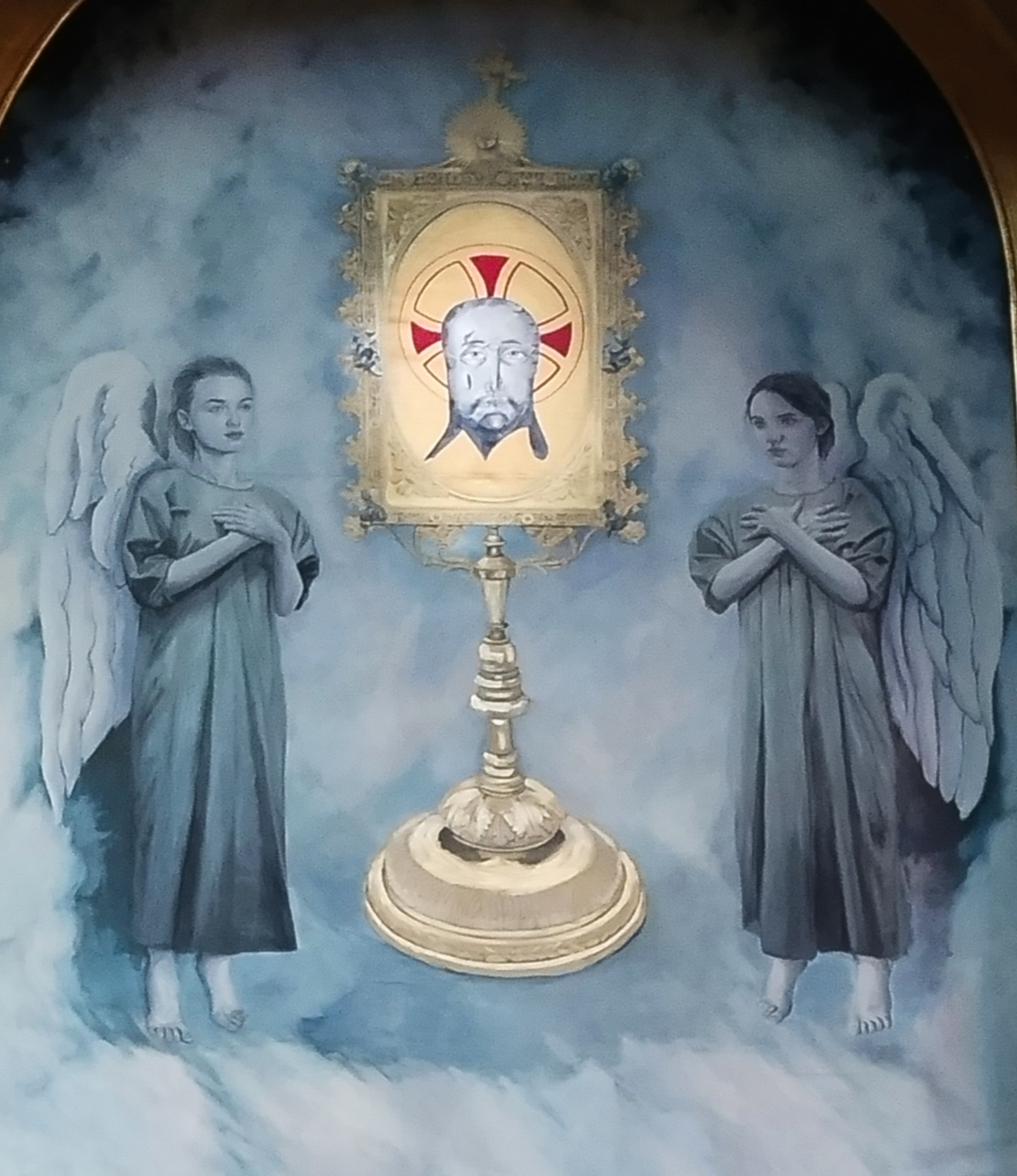
Detalle de un cuadro de la parroquia alicantina de Nuestra Señora de Gracia que muestra el relicario con la Santa Faz de Alicante

La Santa Faz de Alicante es una reliquia católica de la Santa Faz que se venera en el monasterio de la Santa Faz de la ciudad española de Alicante.
El lienzo original era un paño de lino con manchas de sangre representando una cara. Años más tarde, se remarcaron esas manchas con pintura roja. La tremenda devoción que despertó la Santa Faz provocó que, poco a poco, el lienzo se viera reducido en tamaño debido a los trozos que familias de gran poderío cortaban por lo que fue colocado un relicario con la imagen de una Santa Faz delante y una imagen de la Virgen María detrás. Es una de las tres faces reconocidas por la Santa Sede.
La reliquia es objeto de la romería de Santa Faz, que congrega anualmente a más de 260 000 peregrinos.

## Historia

### Orígenes
El origen de la tradición se remonta al siglo XV, cuando el entonces cura de San Juan de Alicante, Mosén Pedro Mena, realiza un viaje a Roma y se le obsequia con un venerado lienzo de la faz de Cristo que habría salvado a Venecia de la peste. El sacerdote traslada el lienzo a su parroquia de San Juan y lo deposita en el fondo de un arcón. Pese a colocarlo en el fondo, el lienzo siempre reaparecía en la parte superior del mismo; es por ello que en cierta ocasión decide sacar el lienzo en rogativa, un 17 de marzo de 1489, para pedir la lluvia. Al llegar al barranco de Lloixa, el padre Villafranca no consigue sostener el lienzo, y observa como brota del mismo una lágrima. Tras este vinieron más milagros, como el de las tres faces. En el lugar del primer milagro es donde se alza hoy el Monasterio de la Santa Faz.
La Santa Faz, pese a pertenecer moralmente a la localidad de San Juan, se encuentra hoy en día en territorio de Alicante, puesto que cuando San Juan se segregó con ayuntamiento propio en el siglo XVIII, el barrio de Santa Faz quedó en la capital.
En 1889, coincidiendo con el IV centenario, se abrió el relicario, comprobando el estado del lienzo que era aproximadamente de unos 70 cm².

### Guerra Civil
Al comenzar la guerra civil española de 1936-39, se inician los ajustes de cuentas, venganzas y asesinatos en ambos bandos. Alicante, al quedar en zona republicana, cae en los primeros meses de la guerra bajo el poder de milicianos. El 26 de julio de 1936 los milicianos asaltan el Monasterio y la Iglesia de la Santa Faz. Arriesgando su vida, Vicente Rocamora Onteniente acompañado por el alcalde pedáneo Antonio Ramos Alberola (Tonico Santamaría) entran en el camarín y tras romper el cristal sacan la Santa Faz escondiéndola en un capazo de la compra, ya que veían que en el saqueo y destrucción del Monasterio la reliquia corría serio peligro. Tras pasar la noche en la casa del alcalde pedáneo, la reliquia es trasladada en tranvía o en vehículo municipal (según las versiones) a la Diputación Provincial donde es almacenada en la caja fuerte. Posteriormente el alcalde comunista Rafael Millá Santos y el exalcalde Lorenzo Carbonell salvarían la reliquia de caer en manos de funcionarios del gobierno que requisaban objetos de oro para la Caja de Reparaciones.
El camarín de la Santa Faz quedó intacto, pero el resto de la Iglesia fue devastado y sus imágenes y altares quemados por milicianos comunistas y anarquistas. El arca donde reposaban los restos de Pedro Mena, que se encontraba en la Iglesia de San Juan fue quemada el mismo día junto a las imágenes y altares de la Iglesia Parroquial. 
Una vez terminada la Guerra Civil, el Monasterio (que había sido usado como fábrica de aviones) es restaurado y se construye un nuevo altar, mucho más espectacular que el original, según los planos del arquitecto Juan Vidal Ramos y gracias a las donaciones de Manuel Prytz. Durante la ocupación de las tropas nacionales, la compañía Littorio, que se dedicó al saqueo y al robo en muchas de las fincas de San Juan, se instalaron en el monasterio, dejando en la torre varios grafitis de la efigie de Mussolini y escenas bélicas. A la espera de estudios arqueológicos, se cree que podría existir una fosa común. En 1989 se realiza una réplica del arca de Mósén Pedro Mena.